# Liste des sous-marins de Singapour
La liste des sous-marins de Singapour regroupe les sous-marins commandés ou exploités par la marine de Singapour au fil des ans. Ils sont regroupés par classe, et au sein de la classe, triés par numéro de fanion.

## Navires en service
La Marine de la république de Singapour exploite une force navale de technologie avancée composée de deux sous-marins de classe Challenger (classe Sjöormen) et de deux sous-marins de classe Archer (classe Västergötland),. Tous ces sous-marins sont des sous-marins d'attaque conventionnels (diesel-électriques). Deux d’entre eux disposent d’une propulsion indépendante de l’air (AIP).

### Classe Sjöormen
Entre 1995 et 1997, la marine de Singapour a acquis quatre sous-marins d’attaque diesel-électriques suédois de classe Sjöormen : le HMS Sjöbjörnen, le HMS Sjölejonet, le HMS Sjöormen et le HMS Sjöhunden. Au début des années 2000, la marine de Singapour a remis en service ces navires respectivement sous les noms de RSS Challenger, RSS Conqueror, RSS Centurion et RSS Chieftain,. Ils sont désignés comme classe Challenger.
Ces sous-marins mesurent 51 mètres de long avec un maître-bau de 6,1 mètres et peuvent filer jusqu’à 16 nœuds lorsqu’ils sont immergés. Avec sa conception de coque en forme de goutte d’eau et sa configuration de gouvernail en X, la classe Challenger a une maniabilité sous-marine améliorée, bien qu’avec une profondeur de plongée limitée à seulement 150 mètres (contre 300 mètres pour les sous-marins de classe Archer). Leurs systèmes d’armes sont capables de tirer des torpilles à guidage filaires modernes,.
Sous-marins de la classe Challenger :
- RSS Challenger[Note 1] : lancé le 9 janvier 1968, remis en service en 1997
- RSS Conqueror : lancé le 29 juin 1967, remis en service en 1999
- RSS Centurion : lancé le 25 janvier 1967, remis en service en 1999
- RSS Chieftain : lancé le 21 mars 1968, remis en service en 2001

## Classe Archer
En novembre 2005, la marine de Singapour a signé un contrat avec la société suédoise Kockums Naval Solutions pour l’achat de deux sous-marins d’attaque diesel-électriques classe Västergotland retirés du service : le HMS Hälsingland et le HMS Västergötland. La marine de Singapour a remis en service ces navires en 2011 et 2013 sous les noms de RSS Archer et RSS Swordsman, et ils sont désignés comme classe Archer.
Ces sous-marins mesurent 60,5 mètres de long avec un maître-bau de 6,1 mètres et peuvent filer jusqu’à 15 nœuds lorsqu’ils sont immergés. Ils sont dotés de la technologie Stirling Mk 3 AIP pour améliorer leurs capacités de furtivité et d’endurance.
Les navires ont été conçus à l’origine pour opérer dans les eaux froides de l’océan Atlantique. Cependant, ils ont depuis subi un processus de « tropicalisation » comprenant l’installation de tuyauteries et de vannes résistantes à la corrosion, de systèmes de protection contre la croissance marine et d’un refroidissement supplémentaire.
Les deux sous-marins de la classe Archer sont dotés d’un système de sonar avancé, du système de données de combat DCNS SUBTICS et d’un sas pressurisé pour plongeurs facilitant les opérations des forces spéciales. En outre, ils ont un nouveau réseau de sonar de flancs qui a été développé par l’Agence des sciences et technologies de la défense de Singapour et ST Electronics. Leurs systèmes d’armes sont capables de tirer des torpilles lourdes WASS Black Shark.
Sous-marins de la classe Archer :
- RSS Archer : mis en service en 2009
- RSS Swordsman : mis en service en 2010

## Sous-marins planifiés

### Classe Invincible
En décembre 2013, Singapour a acheté deux sous-marins de type 218SG au groupe allemand ThyssenKrupp pour 1,36 milliard de dollars. Les navires à long rayon d'action sont équipés du système de propulsion indépendante de l’air (AIP),.
En février 2019, le premier navire, le RSS Invincible, a été lancé à Kiel. Il sera livré à Singapour en 2022.
En 2017, le ministère de la Défense de Singapour a annoncé la décision d’acquérir deux sous-marins de type 218SG supplémentaires. La quille des nouveaux bateaux a été posée en janvier 2018 et ils devraient être livrés en 2024.
Sous-marins de la classe Invincible :
- RSS Invincible
- RSS Impeccable
- RSS Illustrious
- RSS Inimitable[16].